# Gazelle Twin
Elizabeth Bernholz (née Walling à Brighton), connue depuis 2009 sous son nom de scène Gazelle Twin, est une musicienne et compositrice britannique.

## Biographie
Elizabeth Bernholz a grandi dans une ancienne ferme du Kent, puis déménagé au Yorkshire du Nord à l'âge de six ans.
Elle étudie la composition à l'Université du Sussex, dont elle est diplômée en 2006.
Elle produit de manière indépendante son premier album, The Entire City (2011), en quelques mois, avec le logiciel Ableton. Le titre de l'album est une référence à un tableau surréaliste de Max Ernst,. Musicalement il se situe dans une esthétique darkwave et ambient. L'album rencontre des critiques enthousiastes, notamment dans The Guardian.
Son deuxième album, Unflesh (2014), est suivi d'une tournée internationale. L'album introduit des notions musicales industrielles et noise.
En 2016, à l'invitation du festival Future Everything à Manchester, elle développe une performance audiovisuelle de 40 minutes intitulée Kingdom Come,.
Son troisième album studio sorti en 2018, Pastoral, est nommé "album de l'année" par le site The Quietus. Thématiquement, cet album détourne l'image idyllique de l'Angleterre rurale pour en explorer la face sombre.
En 2021, l'album Deep England, enregistré avec le NYX electronic drone choir, est cité par The Guardian parmi les 10 meilleurs albums de 2021.
En 2023, elle signe un contrat avec Invada Records, qui publiera son quatrième album studio. Cet album Black Dog (2023) comporte des références aux bandes-son de films d'horreur comme Suspiria ou Rosemary's Baby.

### Collaborations
Gazelle Twin a collaboré avec des musiciens comme John Foxx, DJ Dave Clarke et Gary Numan. Elle a contribué ses vocaux à l'album de Gary Numan Intruder, et a partagé la scène lors de son concert de 2022 à la Wembley Arena.
Elle crée en 2021 un remix pour le single I Am Not a Woman, I'm a God, de la chanteuse Halsey, à la demande de ses producteurs Trent Reznor et Atticus Ross.

### Compositions
Gazelle Twin a composé de la musique pour le cinéma, le théâtre et la télévision (notamment pour des séries comme The Walking Dead ou The New Pope). Elle a composé avec Max de Wardener la bande-son du film d'horreur The Power sorti en 2021.

## Discographie

### Albums
- The Entire City (2011)
- The Entire City Remixed (2012)
- Unflesh (2014)[15]
- Out of Body (2016)
- Pastoral (2018)[16]
- Deep England (2021) avec NYX electronic drone choir[17],[18]
- Black Dog (2023, Invada Records)[1]

### Bandes-son
- Welcome To The Blumhouse: Nocturne (Amazon Original Soundtrack) (2020)[19]
- The Power (Original Motion Picture Soundtrack) (2021, Invada Records)[20]
- Then You Run Soundtrack (2023)[21]